# Hela Sverige bakar, säsong 2 (2013)
Den andra säsongen av TV-programmet Hela Sverige bakar sändes i Sjuan med start den 14 september 2013. Juryn bestod av Johan Sörberg och Birgitta Rasmusson och programledare var  Tilde de Paula Eby.
Varje vecka har ett tema där deltagarna ska klara av två utmaningar. Först ut är paradbaket där de bakar ett eget, recept. Sedan ska de ta sig an den tekniska utmaningen där det gäller för dem att återskapa jurymedlemmarnas egna bakverk. Juryn avgör, efter en provsmakning, vem som lyckats bäst i både sitt paradbak och i den tekniska utmaningen. Den personen koras till veckans Stjärnbagare. Varje vecka måste också någon lämna tävlingen tills bara tre personer är kvar i finalen.
Vinnare blev den 32-åriga massageterapeuten från Vällingby - Caroline Ahlqvist. Vinnaren fick ge ut en egen bakbok.

## Deltagare
Nedan presenteras deltagarna från första säsongen. Informationen om deltagarna gäller när säsongen spelades in.
| Deltagare             | Ålder | Sysselsättning       | Ort             |
| --------------------- | ----- | -------------------- | --------------- |
| Jonnha Hagenlöf Arabi | 28    | Affärsbiträde        | Köping          |
| Kajsa Löf             | 34    | Arkitekt             | Helsingborg     |
| Mia Cronwall          | 52    | Egen företagare      | Hälleviksstrand |
| Robin Lundström       | 25    | Sjukgymnast          | Linköping       |
| Thomas Persson        | 41    | Rörläggare           | Kullavik        |
| Veronica Smedh        | 53    | Alpin skidåkare      | Östersund       |
| Gustav Lagerträd      | 23    | Dragshowartist       | Örebro          |
| Caroline Ahlqvist     | 32    | Massageterapeut      | Vällingby       |
| Birger Haglund        |       | Pensionär            | Stockholm       |
| Emma Wahlby Jonsson   | 25    | Barnskötare          | Visby           |
| Fredrik Nylén         | 35    | HR-generalist        | Lidingö         |
| Ina Drakfors          | 37    | Försäljningsansvarig | Järfälla        |

## Tittarsiffror
| Nr | Datum             | TV-tittare |
| -- | ----------------- | ---------- |
| 1  | 12 september 2013 | 527 000    |
| 2  | 19 september 2013 | 465 000    |
| 3  | 26 september 2013 | 594 000    |
| 4  | 3 oktober 2013    | 468 000    |
| 5  | 10 oktober 2013   | 516 000    |
| 6  | 17 oktober 2013   | 559 000    |
| 7  | 24 oktober 2013   | 576 000    |
| 8  | 31 oktober 2013   | 540 000    |
| 9  | 7 november 2013   | 567 000    |
| 10 | 14 november 2013  | 702 000    |

Källa: MMS 

## Utslagning
| Caroline Ahlqvist     | ☆        |          |          |          | ☆        |          |          |          |          | VINNARE |
| Ina Drakfors          |          | ☆        |          | ☆        |          |          | ☆        | ☆        |          | Tvåa    |
| Fredrik Nylén         |          |          |          |          |          | ☆        |          |          |          | Tvåa    |
| Veronica Smedh        |          |          | ☆        |          |          |          |          |          | UTSLAGEN |         |
| Jonnha Hagenlöf Arabi |          |          |          |          |          |          |          | UTSLAGEN |          |         |
| Kajsa Löf             |          |          |          |          |          |          | UTSLAGEN |          |          |         |
| Gustav Lagerträd      |          |          |          |          |          | UTSLAGEN |          |          |          |         |
| Emma Wahlby Jonsson   |          |          |          |          | UTSLAGEN |          |          |          |          |         |
| Thomas Persson        |          |          |          | UTSLAGEN |          |          |          |          |          |         |
| Mia Cronwall          |          |          | UTSLAGEN |          |          |          |          |          |          |         |
| Birger Haglund        |          | UTSLAGEN |          |          |          |          |          |          |          |         |
| Robin Lundström       | UTSLAGEN |          |          |          |          |          |          |          |          |         |

 ☆  Veckans stjärnbagare
Ingen stjärnbagare utsågs vecka 9.